# Marta Camps Arbestain
Marta Camps-Arbestain, (Barcelona, 1964) és una acadèmica catalana establerta a Nova Zelanda. És experta en ciències del sòl i professora titular a la Universitat de Massey.

## Carrera acadèmica
Nascuda a Barcelona l'any 1964, va estudiar a la Universitat Politècnica de Catalunya. Va rebre el seu doctorat en ciències del sòl a la Universitat de Califòrnia, Davis el 1995, gràcies a una beca de màster de la Fundació La Caixa. El seu doctorat es titulà Selenium partitioning in the soil-plant-atmosphere system'. Posteriorment Camps Arbestain es va traslladar a la Universitat de Santiago de Compostel·la i després a la Universitat Massey, arribant a professora titular.
La seva àrea d’especialització és la química dels sòls, especialment la biogeoquímica associada a l'edafogènesi, on treballa per aportar solucions mediambientals i agronòmiques als ecosistemes terrestres.

## Obres seleccionades
- Joseph, S. D., Marta Camps-Arbestain, Yun Lin, P. Munroe, C. H. Chia, J. Hook, L. Van Zwieten et al. "An investigation into the reactions of biochar in soil." Soil Research 48, no. 7 (2010): 501–515.
- Herath, H. M. S. K., Marta Camps-Arbestain, and Mike Hedley. "Effect of biochar on soil physical properties in two contrasting soils: an Alfisol and an Andisol." Geoderma 209 (2013): 188–197.
- Wang, Tao, Marta Camps-Arbestain, Mike Hedley, and Peter Bishop. "Predicting phosphorus bioavailability from high-ash biochars." Plant and Soil 357, no. 1-2 (2012): 173–187.
- Okeke, Benedict C., Tariq Siddique, Marta Camps Arbestain, and William T. Frankenberger. "Biodegradation of γ-hexachlorocyclohexane (lindane) and α-hexachlorocyclohexane in water and a soil slurry by a Pandoraea species." Journal of agricultural and food chemistry 50, no. 9 (2002): 2548–2555.